# Мартіна Неделькова
Мартіна Неделькова (словац. Martina Nedelková; нар. 21 жовтня 1977) — колишня словацька тенісистка.

## Фінали ITF серед юніорів

### Одиночний розряд (1–3)
| Легенда (Win/Loss) |
| ------------------ |
| Категорія GA       |
| Категорія G1       |
| Категорія G2       |
| Категорія G3       |
| Категорія G4       |
| Категорія G5       |

| Результат | Ранг | Дата         | Місце                  | Grade | Покриття | Суперниця        | Рахунок       |
| --------- | ---- | ------------ | ---------------------- | ----- | -------- | ---------------- | ------------- |
| Поразка   | 1.   | серпень 1993 | Братислава, Словаччина | G3    | Ґрунт    | Міхаела Гасанова | 2–6, 0–6      |
| Поразка   | 2.   | серпень 1993 | [Філлах]], Австрія     | G5    | Ґрунт    | Ленка Захарова   | 6–1, 3–6, 6–7 |
| Перемога  | 1.   | січень 1994  | Барранкілья, Колумбія  | G1    | Ґрунт    | Х'яна Гутьєррес  | 6–4, 1–6, 6–2 |
| Поразка   | 3.   | серпень 1994 | Братислава, Словаччина | G3    | Ґрунт    | Генрієта Надьова | 1–6, 2–6      |

### Парний розряд (7–2)
| Результат | Ранг | Дата         | Місце                             | Grade | Покриття | Партнерка          | Суперниці                                | Рахунок       |
| --------- | ---- | ------------ | --------------------------------- | ----- | -------- | ------------------ | ---------------------------------------- | ------------- |
| Перемога  | 1.   | серпень 1993 | [Філлах]], Австрія                | G5    | Ґрунт    | Ленка Захарова     | Stephanie Kovacic Барбара Шварц          | 6–1, 6–4      |
| Перемога  | 2.   | січень 1994  | Abierto Juvenil Mexicano, Мексика | G2    | Ґрунт    | Міхаела Гасанова   | Ніно Луарсабішвілі Anastasia Pozdniakova | 7–6, 6–3      |
| Перемога  | 3.   | січень 1994  | Copa del Cafe, Коста-Рика         | G2    | Ґрунт    | Міхаела Гасанова   | Monica Bonilla Генрієта Надьова          | 6–2, 7–5      |
| Перемога  | 4.   | січень 1994  | Каракас, Венесуела                | GA    | Ґрунт    | Міхаела Гасанова   | Міріам Д'Агостіні Marcia Komlos          | 6–2, 4–6, 6–1 |
| Перемога  | 5.   | січень 1994  | Барранкілья, Колумбія             | G1    | Ґрунт    | Міхаела Гасанова   | Маріана Меса Барбара Шварц               | 7–5, 6–2      |
| Поразка   | 1.   | лютий 1994   | Пршеров, Чехія                    | G2    | Ґрунт    | Татьяна Зеленайова | Ленка Ценкова Лібуше Прушова             | 6–7, 5–7      |
| Поразка   | 2.   | Тра 1994     | Флоренція, Італія                 | G1    | Ґрунт    | Міхаела Гасанова   | Генрієта Надьова Татьяна Зеленайова      | 6–4, 4–6, 0–6 |
| Перемога  | 6.   | Тра 1994     | Trofeo Bonfiglio, Італія          | GA    | Ґрунт    | Міхаела Гасанова   | Карміна Хіральдо Маріана Меса            | 1–6, 6–3, 6–4 |
| Перемога  | 7.   | жовтень 1994 | Osaka Mayor's Cup, Японія         | GA    | Тверде   | Татьяна Зеленайова | Урабе Намі Кубота Футаба                 | 6–4, 3–6, 6–1 |